# امیل زاکرکاندل
ایمیل زاکرکاندل (۴ ژوئیه ۱۹۲۲–۹ نوامبر ۲۰۱۳) زیست‌شناس فرانسوی متولد اتریش بود که یکی از بنیانگذاران حوزه فرگشت ملکولی به حساب می‌آمد. وی بیشتر با معرفی لینوس پائولینگ، مفهوم " ساعت مولکولی " شناخته شده‌است، که تئوری خنثی تکامل مولکولی را فعال می‌کند.

## زندگی
زاکرکاندل در وین، اتریش در یک خانواده از روشنفکران بزرگ شد، اما خانواده وی در سال ۱۹۳۸ به پاریس و بعداً الجزایر نقل مکان کردند تا از سیاست نژادی آلمان نازی فرار کنند. در پایان جنگ جهانی دوم، وی یک سال را در دانشگاه پاریس (سوربون) گذراند، سپس برای تحصیل در رشته فیزیولوژی به ایالات متحده رفت و مدرک کارشناسی ارشدش را در سال ۱۹۴۷ از دانشگاه ایلینوی در اربانا-شمپین کسب کرد. برای تکمیل دوره دکتری به سوربن بازگشت. در زیست‌شناسی زاکرکاندل علاقه جدی به مشکلات مولکولی داشت. تحقیقات اولیه وی در یک آزمایشگاه زیست‌شناسی دریایی در روسکف بر نقش اکسیدازهای مس و هموسیانین در چرخه‌های مذاب گاوها متمرکز بود. در سال ۱۹۵۷، زاکرکاندل با شیمیدان مشهور لینوس پائولینگ آشنا شد که به بیماری‌های مولکولی و تکامل مولکولی به عنوان نتیجه فعالیت خود در زمینه‌های مربوط به انرژی هسته ای علاقه‌مند شد. در ایالات متحده با پائولینگ در مؤسسه فناوری کالیفرنیا آغاز به همکاری کرد. او یک بی‌خدا است.